# Reichardia intermedia
Reichardia intermedia là một loài thực vật có hoa trong họ Cúc. Loài này được (Sch.Bip.) Samp. miêu tả khoa học đầu tiên năm 1909.